# Grenze zwischen Mali und Niger

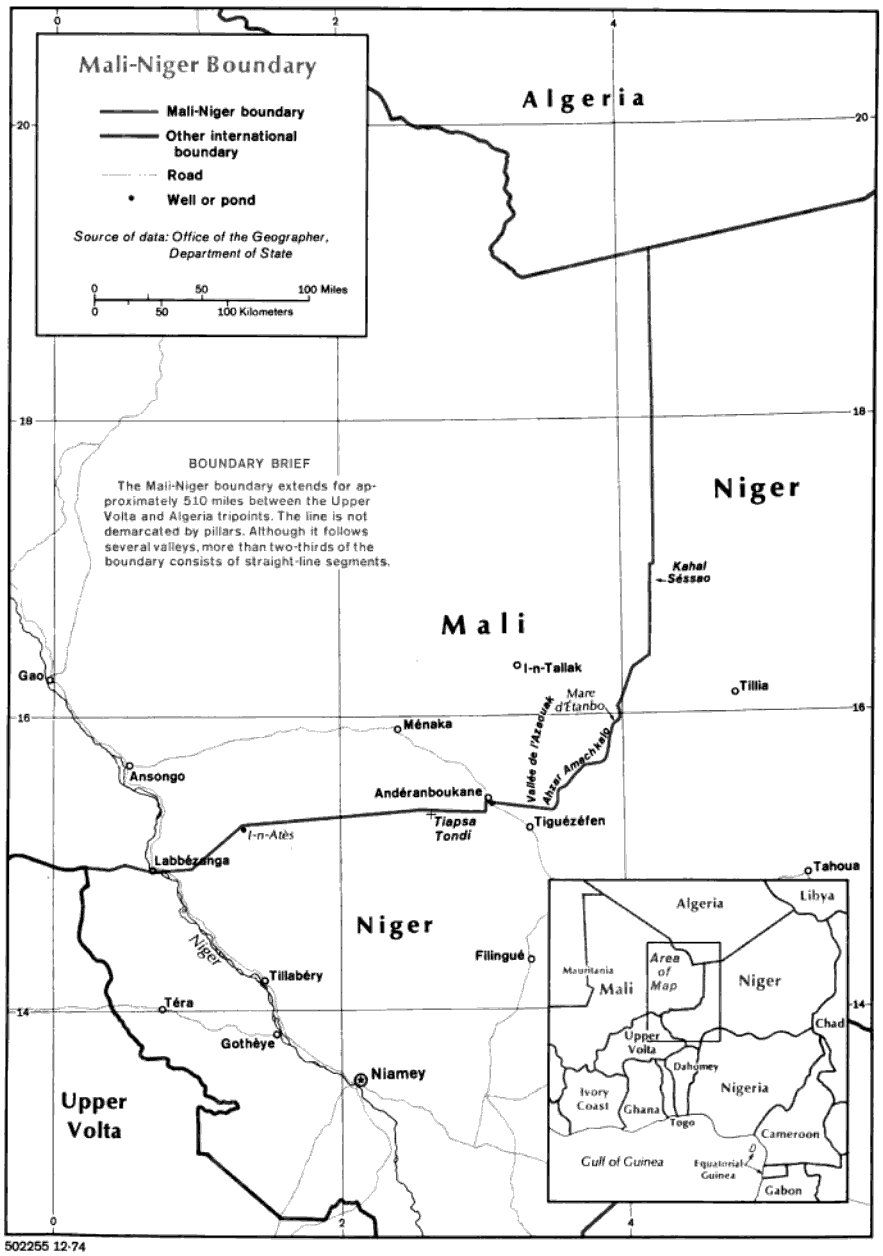
Karte des Grenzverlaufs

Die Grenze zwischen Mali und der Republik Niger trennt als internationale Landgrenze diese beiden Staaten. Sie ist 821 km lang und verläuft überwiegend in der Sahelzone.

## Geschichte
Die Grenzziehung geht auf den Wettlauf um Afrika in den 1880er Jahren zurück. Auf der Berliner Kongokonferenz im Jahr 1884 bestimmten die europäischen Mächte ihre Ansprüche in Afrika. Dadurch erhielt Frankreich u. a. die Kontrolle über das obere Tal des Niger-Flusses und damit der heutigen Staaten Mali und Niger. Die zunächst vom französischen Militär verwalteten Gebiete wurden ab 1904 als Obersenegal und Niger der Kolonie Französisch-Westafrika (AOF) zugeordnet, aus der 1911 Niger als eigener Militärdistrikt herausgelöst wurde. Nach Abspaltung auch des damaligen Obervolta (heute Burkina Faso) wurde das verbliebene Gebiet 1920 als Französisch-Sudan organisiert, das bei der Erlangung der Unabhängigkeit 1960 zunächst in der kurzlebigen Mali-Föderation und nach deren Auflösung im Staat Mali aufging. Die Grenze zwischen Französisch-Sudan und Niger wurde nach einer ersten Festlegung durch die Militärkommandeure von Gao und Niamey 1928/29 und 1937/38 genauer festgelegt und am 3. April 1939 abschließend bestimmt. Der Grenzverlauf wurde in einem zweiseitigen Protokoll vom 27. Februar 1962 bestätigt. Infolge der politischen Umstände (Tuareg-Aufstände und islamistische Gruppen) ist die Lage an der Grenze unsicher.

## Grenzverlauf
Die Grenze beginnt im Norden am Dreiländereck Algerien-Mali-Niger (19°7'48"N, 4°14'24"E). Sie verläuft durch das Wüstengebiet der Sahara nahezu geradlinig exakt nach Süden durch das Ullemmeden-Becken über das Azawagh-Tal zum Ahzar-Trockental. Dort wendet sie sich nach Südwesten und später nach Westen, quert das Ahzar-Tal und führt am malischen Andéramboukane (mit Grenzübergang) vorbei, erreicht und quert den Niger beim malischen Labbézanga (mit Grenzübergang) und setzt sich westlich des Flusses über eine Strecke von rund 60 km bis zum Dreiländereck mit Burkina Faso (14°59'24"N, 0°13'48"E) fort.